# Akinbode Akinbiyi
Akinbode Akinbiyi, är en brittisk-nigeriansk konstnär. Han föddes 1946 i Oxford. Akinbiyi har främst ägnat sig åt fotografi och skildrar ofta livet i de afrikanska miljonstäderna; Kairo, Lagos, Kinshasa och Johannesburg. Sedan 1991 lever han i Berlin.